# Kortsteel
Kortsteel (Brachypodium) is een geslacht uit de grassenfamilie (Poaceae). De soorten komen voor op het noordelijk halfrond.

## Soorten
De volgende soorten zijn bekend: 
- Brachypodium arbusculum
- Brachypodium bolusii
- Brachypodium cespitosum
- Brachypodium distachyon
- Brachypodium distachyum
- Brachypodium durum
- Brachypodium firmifolium
- Brachypodium flexum
- Brachypodium glaucovirens
- Brachypodium humbertianum
- Brachypodium japonicum
- Brachypodium kawakamii
- Brachypodium kotschyi
- Brachypodium longearistatum
- Brachypodium madagascariense
- Brachypodium mexicanum
- Brachypodium mucronatum
- Brachypodium perrieri
- Brachypodium phoenicoides
- Brachypodium pinnatum
- Brachypodium pratense
- Brachypodium pringlei
- Brachypodium ramosum
- Brachypodium retusum
- Brachypodium rupestre
- Brachypodium sylvaticum

## Synoniemen
Brevipodium Á.Löve & D.Löve, 
Trachynia Link,
Tragus Panz.